# Кононов, Николай Михайлович
Никола́й Миха́йлович Ко́нонов (настоящая фамилия Татаренко;  14 апреля 1958, Саратов) — российский поэт и прозаик, арт-критик, издатель. Представитель метареализма — течения в поэзии  70-х-90-х гг. XX века, означающее «метафизический», а также  «метафорический реализм».

## Биография
Родился в Саратове в семье военнослужащего. По вероисповеданию католик. Окончил физический факультет Саратовского университета (1980), после окончания университета переехал в Ленинград и поступил в аспирантуру философского факультета Ленинградского университета, но написанную диссертацию защищать не стал. Работал учителем математики в школе. Некоторое время посещал ЛИТО Александра Кушнера. Как поэт дебютировал в 1981 году. В начале 1980-х годов входил в метагруппу саратовских поэтов «Кокон» (Б. Борухов, С. Кекова, С. Надеев, А. Пчелинцев).
В 1992—1993 годах был главным редактором ленинградского отделения издательства «Советский писатель». Один из основателей (вместе с прозаиком Александром Покровским) и главный редактор петербургского издательства «ИНАПРЕСС» (1993), специализирующегося на выпуске интеллектуальной литературы, в частности издал большое избранное поэтов Елены Шварц и Александра Миронова, первые после длительного перерыва российские (пере)издания стихов Бориса Божнева и Софии Парнок, а также «Мой временник» Бориса Эйхенбаума, мемуары Эммы Герштейн и Бориса Кузина, большого друга Осипа Эмильевича и Надежды Яковлевны Мандельштам.
Отмечен малой премией имени Аполлона Григорьева за роман «Похороны кузнечика» (2000), Премией Андрея Белого за книгу стихов «Пилот» (2009), Премией имени Юрия Казакова за рассказ «Аметисты» (2011). Занял второе место в сетевом литературном конкурсе «Улов» (2000, с рассказом «Воплощение Леонида»). Входил в шорт-листы премий: Андрея Белого (2000, подборка стихотворений 1998—1999 гг.; 2004, роман «Нежный театр»), Букеровской премии (2001, «Похороны кузнечика»), имени Юрия Казакова (2001, рассказ «Микеша»), «НОС» (2011, роман «Фланёр»).
В декабре 2013 года подписал коллективное обращение писателей России в поддержку Евромайдана.

## Книги
- Орешник: Стихи. — Л.: Сов. писатель, 1987. (В составе коллективного сборника: Дебют: Поэтом нужно быть до тридцати... — Л.: Сов. писатель, 1987. — 382 с.)
- Маленький пловец: Книга стихов. — Л., 1989. Тир. 46 экз.
- Пловец: Стихи. — СПб.: Сов. писатель, 1992. — 128 с.
- Лепет: Стихи. — СПб.: Пушкинский фонд, 1995. — 56 с.
- Змей: Стихи. — СПб.: ИНАПРЕСС, 1998. — 72 с.
- Похороны кузнечика: Роман в 37 эпизодах с прологом и эпилогом. СПб.: ИНАПРЕСС, 2000. — 286 с.; СПб.: Амфора, 2003. — 219 с.
- Пароль: Зимний сборник. Предисловие Вячеслава Курицына. — М.: НЛО, 2001. — 112 с. — (Серия «Премия Андрея Белого».)
- Магический бестиарий: Проза. — М.: Вагриус, 2002. — 304 с.
- З/К или ВИВИСЕКЦИЯ: Книга протоколов. — СПб.: МОДЕРН, 2002. — 208 с. (В соавторстве с Михаилом Золотоносовым.)
- Нежный театр: Шоковый роман. — М.: Вагриус, 2004. — 384 с.
- Поля: Стихи. — СПб.: ИНАПРЕСС, 2005. — 80 с.
- Критика цвета. — СПб.: Новый Мир Искусства, 2007. — 320 с.
- Алфавит зрения. Андрей Пахомов: рисунок, литография, живопись: Альбом. — СПб.: ИНАПРЕСС, 2008. — 159 с. — Тир. 750 экз.
- Пилот: Стихи. — М.: АРГО-РИСК; Книжное обозрение, 2009. — 112 с. — (Книжный проект журнала «Воздух», вып. 45.) — Тир. 300 экз.
- 80: Книга стихов 1980 — 1991: Комментарии М. Золотоносова при участии Н. Кононова. — СПб.: ИНАПРЕСС, 2011. — 472 с. — Тир. 500 экз.
- Фланёр: Роман. — М.: Галеев-Галерея, 2011. — 424 с.
- Саратов: Рассказы. — М.: Галеев-Галерея, 2012. — 568 с.
- Парад: Роман. — М.: Галеев-Галерея, 2015. — 368 с.
- Пьесы: Книга стихов. — СПб.: ИНАПРЕСС, 2019. — 108 с.